# Zamarada nesiotica
Zamarada nesiotica är en fjärilsart som beskrevs av Fletcher 1974. Zamarada nesiotica ingår i släktet Zamarada och familjen mätare. Inga underarter finns listade i Catalogue of Life.